# Matthias Leckel

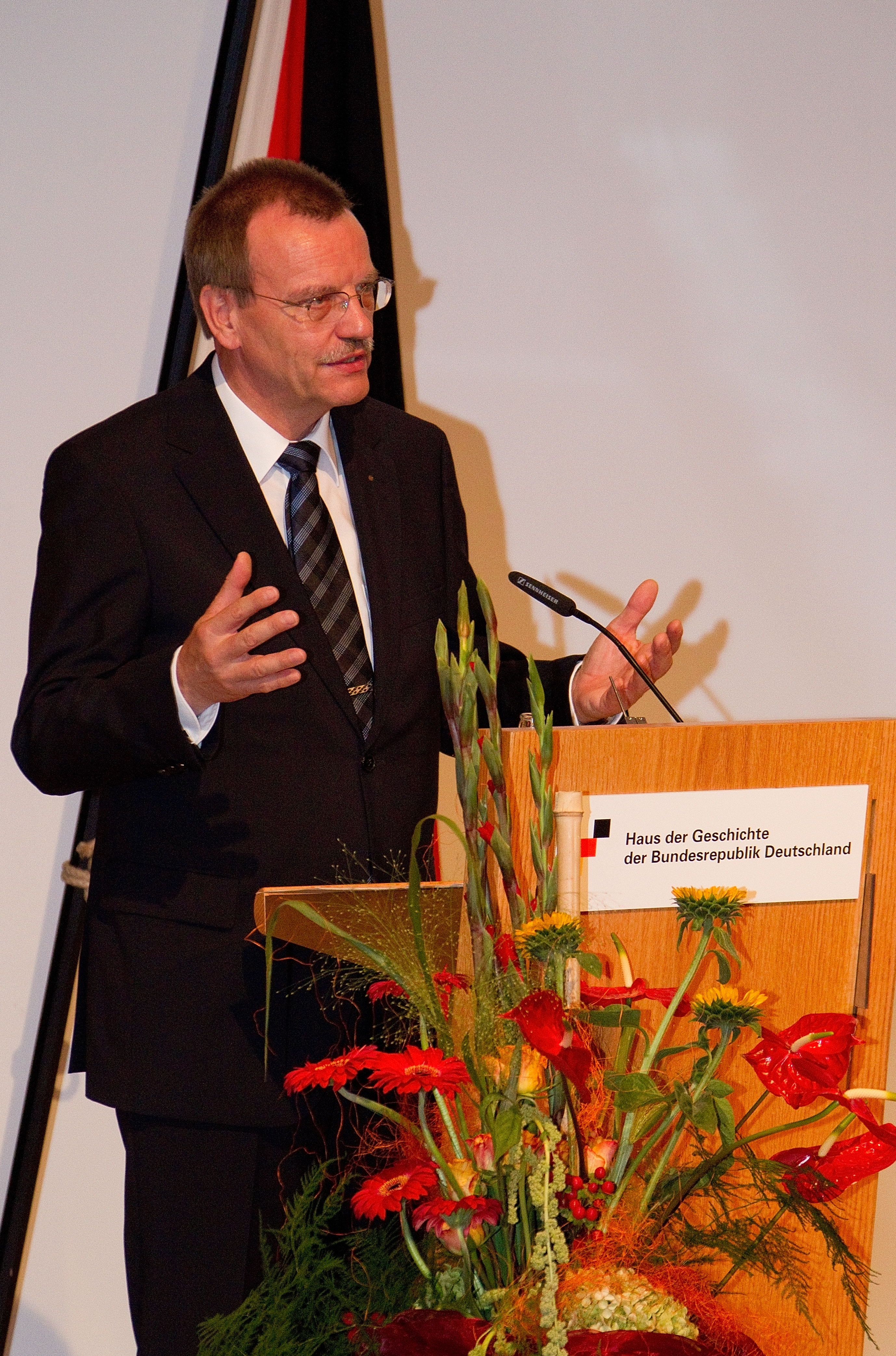
Matthias Leckel (2012) bei der Indienststellung des Bundesamtes für Infrastruktur, Umweltschutz und Dienstleistungen der Bundeswehr

Matthias Leckel (* 1953) ist ein deutscher Jurist und war von 2012 bis 2016 Präsident des Bundesamtes für Infrastruktur, Umweltschutz und Dienstleistungen der Bundeswehr.

## Leben
Nach seinem Studium war Leckel zunächst von 1984 bis 1987 als Rechtslehrer und -berater an der Schule Technische Truppe 2 in Bremen eingesetzt. Im Anschluss daran war er bis 1989 Rechtsberater und Wehrdisziplinaranwalt beim Wehrkreiskommando II in Hannover. Von 1989 bis 1991 arbeitete Leckel als Referent im Bundesverteidigungsministerium und war dort mit Beschwerden von Unteroffizieren befasst. Danach wechselte er ins Bundeskanzleramt, Referat Neue Bundesländer.
Von 1993 bis 1995 war Leckel persönlicher Referent der Parlamentarischen Staatssekretärin beim Bundesminister der Verteidigung, Michaela Geiger und danach Referatsleiter für Angelegenheiten von Wehrpflichtigen und für Grundsatzangelegenheiten des Haushaltes der Bundeswehr, jeweils im Verteidigungsministerium. Von 1998 bis 2008 folgten Verwendungen als Ministerialdirigent und Unterabteilungsleiter für die Organisation der Wehrverwaltung und Einrichtung und Betrieb von Liegenschaften im Verteidigungsministerium. Zusätzlich war er von 2004 bis 2008 Sonderbeauftragter für öffentlich-private Partnerschaften in Infrastrukturfragen.
Von 2008 bis 2012 war Leckel letzter Präsident des Bundesamtes für Wehrverwaltung und wurde nach dessen Auflösung ab 2012 erster Präsident des neugebildeten Bundesamtes für Infrastruktur, Umweltschutz und Dienstleistungen der Bundeswehr. Am 6. Dezember 2016 wurde Matthias Leckel mit einem Festakt durch den Staatssekretär im Bundesministerium der Verteidigung, Gerd Hoofe, in den Ruhestand verabschiedet.

## Privates
Matthias Leckel ist verheiratet und hat zwei Kinder.